# Angola na Letnich Igrzyskach Paraolimpijskich 2012
Angolę na Letnich Igrzyskach Paraolimpijskich 2012 reprezentuje 4 sportowców w 1 dyscyplinie.
| Medale według dni | Medale według dni | Medale według dni | Medale według dni | Medale według dni | Medale według dni | Medale według dni |
| ----------------- | ----------------- | ----------------- | ----------------- | ----------------- | ----------------- | ----------------- |
| Dzień             | Data              |                   |                   |                   |                   |                   |
| Dzień 0           | 29                | —                 | —                 | —                 | —                 |                   |
| Dzień 1           | 30                | 0                 | 0                 | 0                 | 0                 |                   |
| Dzień 2           | 31                | 0                 | 0                 | 0                 | 0                 |                   |